# للا روشون
للا روشون (انگلیسی: Lela Rochon؛ زادهٔ ۱۷ آوریل ۱۹۶۴) یک هنرپیشه اهل ایالات متحده آمریکا است.
از فیلم‌ها یا برنامه‌های تلویزیونی که وی در آن نقش داشته است می‌توان به هر یکشنبه کذایی، تقلب، ضربه بزرگ، چرا احمق‌ها عاشق می‌شوند و در انتظار بازدم اشاره کرد.